# Пам'ятник Тарасу Шевченку (Мар'їнка)
Пам'ятник Тарасу Шевченку — монумент, споруджений на честь українського поета, художника та етнографа Тараса Шевченка у місті Мар'їнка Донецької області України.
Монумент є благодійною допомогою Білоцерківського національного аграрного університету прифронтовим територіям. Після поїздки співробітників університету до Мар'їнки, натхненника скульптурного проекту, ректор А. С. Даниленко запропонував встановити у місті пам'ятник українському поетові.

## Відкриття
18 травня 2017 року в центрі міста Мар'їнка відбулося урочисте відкриття пам'ятника Тарасу Григоровичу Шевченку.
Пам'ятник був освячений духовенством на чолі з Архієпископом Донецьким та Маріупольським Київського Патріархату Владикою Сергієм.
За задумом авторів проекту, пам'ятник має стати символом нескореності українського народу, його споконвічного прагнення до свободи та незалежності.